# Parada Chaplin

Afișul original al filmului

Parada Chaplin, alternativ Retrospectiva Chaplin, (1959, în engleză The Chaplin Revue) este un film american  regizat de Charlie Chaplin format din trei scurtmetraje anterioare ale acestuia produse pentru First National: Viață de câine (A Dog's Life, 1918) Charlot soldat (Shoulder Arms, 1918) și The Pilgrim (1923). În acestea apar personajul iconic al lui Charlie Chaplin, micul vagabond. În toate cele trei filme, pe lângă Chaplin, mai apar actorii Edna Purviance,  Syd Chaplin și Henry Bergman. Pentru lansarea din 1959, Charlie Chaplin a adăugat o coloană sonoră pentru a atrage publicul modern. De asemenea, Chaplin a adăugat imagini suplimentare de arhivă, inclusiv clipuri din primul război mondial, pentru a exprima contextul. El oferă o introducere personală la fiecare dintre clipuri.
Lansarea curentă pe DVD a compilației conține, de asemenea, alte filme ale lui Chaplin produse cu First National, printre care: Trântorii (The Idle Class), Zi de plată (Pay Day), O zi de plăcere (A Day's Pleasure) și Idilă pe câmp (Sunnyside), cu filmul scurt de propagandă al lui Chaplin, Acțiuni de război (The Bond), ca o caracteristică specială. Sunt incluse și introduceri ale lui David Robinson și înregistrări din spatele scenei.

## Prezentare

### Viață de câine
Micul vagabond (Charlie) este șomer și, după ce salvează un câine vagabond (Scraps), se împrietenesc rapid și devin parteneri. Charlie intră într-un cabaret unde câinii nu au voie și aici întâlnește o fată (Edna) care lucrează în cabaret. Ea este deziluzionată de viața pe care o duce, așa că Charlie încearcă să o înveselească. Charlie este scos din cabaret pentru că nu are bani și fata este concediată. Cu ajutorul lui Scraps, Micul vagabond găsește un portofel furat și scapă după mai multe peripeții de hoți. Charlie folosește banii pentru a cumpăra o fermă pentru el și mireasa lui (Edna). Filmul se termină cu cei doi proaspăt căsătoriți uitându-se cu drag la un leagăn în care se află Scraps și puii ei.

### Charlot soldat
Inițial lansat în SUA în octombrie 1918, filmul mut relativ scurt alb-negru are 46 de minute și îl prezintă pe Charlie jucând rolul noului recrut în efortul de război împotriva germanilor. Charlie nu are prieteni și pare să-și facă cu ușurință dușmani printre aliații săi. Printr-un noroc chior, Charlie ajunge fără să vrea în tranșele inamice și prinde 13 soldați germani. După acest act "eroic", Charlie are datoria de a se infiltra în liniile inamice sub masca unui trunchi de copac. Momentul său de strălucire intervine atunci când este vânat de Kaiser, dar cu o gândire rapidă, inversează ambuscada și prinde Kaiserul pe care îl aduce în mâna aliaților. Colegii săi îl tratează ca pe un mare erou de război. Apoi se trezește din visul său. 

### The Pilgrim
Un evadat condamnat (Chaplin) își schimbă uniforma de deținut cu cea a unui cleric și ajunge din greșeală noul pastor al micului oraș Devil's Gulch. Aici cunoaște o mamă și pe fiica ei și se mută apoi cu ele. Unii dintre foștii săi prieteni din închisoare dau de urma lui și fură de la cele două femei. Charlie încearcă să le recupereze banii, dar șeriful află totul despre fosta sa viață și îl duce aproape de granița cu Mexic; amenințându-l că va dezvălui totul dacă se întoarce.

## Distribuție
| Actor           | Viață de câine (A Dog's Life) | Charlot soldat (Shoulder Arms)            | The Pilgrim                               |
| --------------- | ----------------------------- | ----------------------------------------- | ----------------------------------------- |
| Charlie Chaplin | Micul vagabond                | Un recrut, pușcaș marin Doughboy          | Un condamnat care a scăpat                |
| Edna Purviance  | Cântăreață la bar             | Franțuzoaică                              | Domnișoara Brown                          |
| Syd Chaplin     | Proprietar bar                | Un sergent/Kaiserul                       | Agent/Conductor de tren/Tatăl băiețelului |
| Henry Bergman   | Șomer                         | Sergent german gras/von Hindenburg/Barman | Șerif în tren                             |
| Charles Reisner | Angajator de la agenție       | -                                         | Escroc                                    |
| Albert Austin   | Angajator                     | Șofer                                     | -                                         |
| Tom Wilson      | Polițist                      | Sergent                                   | -                                         |
| Loyal Underwood | -                             | Mic ofițer german                         | Bătrân                                    |
| Jack Wilson     | -                             | Prințul moștenitor                        | -                                         |
| John Rand       | -                             | Soldat german                             | -                                         |
| J. Park Jones   | -                             | Soldat american                           | -                                         |
| Tom Murray      | -                             | -                                         | Șeriful Bryan                             |
| Dean Riesner    | -                             | -                                         | Băiețel                                   |
| Mai Wells       | -                             | -                                         | Mama băiețelului                          |
| Mack Swain      | -                             | -                                         | Diacon                                    |
| Kitty Bradbury  | -                             | -                                         | Dna. Brown (mama Ednei)                   |
| M.J. McCarthy   | Șomer                         | -                                         | -                                         |
| Mel Brown       | Șomer                         | -                                         | -                                         |
| Charles Force   | Șomer                         | -                                         | -                                         |
| Bert Appling    | Șomer                         | -                                         | -                                         |
| Thomas Riley    | Șomer                         | -                                         | -                                         |
| Slim Cole       | Șomer                         | -                                         | -                                         |
| Ted Edwards     | Șomer                         | -                                         | -                                         |
| Louis Fitzroy   | Șomer                         | -                                         | -                                         |